# ویولا (میزوری)
ویولا (به انگلیسی: Viola) یک منطقهٔ مسکونی در ایالات متحده آمریکا است که در شهرستان بری، میزوری واقع شده‌است.